# BoxRec
BoxRec lub boxrec.com – portal internetowy o tematyce bokserskiej, zawierający dane zawodów, walk oraz zawodników i zawodniczek boksu zawodowego i amatorskiego od momentu wprowadzenia tzw. Queensberry Rules, rankingi i oceny bokserów, encyklopedię opartą na MediaWiki oraz od 2012 roku historię mistrzostw świata, opisywaną przez Barry'ego Hugmana.

## Historia
Strona została założona przez Anglika Johna Shepparda, który aż do 1995 roku nie interesował się boksem, kiedy angielski bokser Naseem Hamed stoczył walkę ze swoimi starszymi braćmi Riathem i Nabeelem. John Sheppard uważał boks za „barbarzyński i poniżający” spektakl, stwierdzając:

Siedziałem tam, obserwując, jak ludzie uderzają się nawzajem w głowę, zastanawiając się, dlaczego to robią… Zostałem spryskany krwią, stając się coraz bardziej nieszczęśliwym.

Jednak później docenił geniusz Naseema Hameda, z którym po zakończeniu przez niego współpracy z Frankiem Warrenem, rozpoczął współpracę w 2000 roku w "Prince Promotions". Następnie zaczął gromadzić dane dotyczące aktywnych brytyjskich bokserów, próbując pomóc w dobieraniu zawodników do partnerów, a następnie zdecydował się na utworzenie strony internetowej, zawierającej dane wszystkich bokserów. Witryna zdobyła taką popularność, że John Sheppard w 2005 roku rozpoczął pracę na pełny etat. Do grudnia 2008 roku witryna zawierała 1 300 000 walk, 17 000 aktywnych oraz 345 nieaktywnych zawodników.

## Krytyka
Strona BoxRec była krytykowana za prowadzenie nieprawidłowych danych zawodników. W 2005 roku BoxRec złożył wniosek o uznanie ich za oficjalną bazę danych Association of Boxing Commissions (ABC), która przeprowadziła wywiady z BoxRec i Fight Fax, któremu jednogłośnie przyznała miano oficjalnej bazy danych. Po przeprowadzeniu kontroli przez ABC wykazała 100% skuteczność Fight Fax, w momencie, gdy dokładność zapisów BoxRec była znacznie niższa. W 2016 roku BoxRec został uznany za oficjalną bazą danych boksu.
Promotor boksu J. Russell Peltz stwierdził:

Bardzo niewiele rzeczy w życiu jest stuprocentowych. Ale w BoxRec natknąłem się na kilka rażących błędów, głównie w zapisach historycznych.

Dan Rafael z ESPN zauważył, że „tak wiele osób maczało ręce w BoxRec, że zapisy nie zawsze są dokładne, głównie dane Derricka Gainera i Ricardo Mayorgi, które od lat są błędne.

## Opinie
Fight Fax jest upoważnionym prowadzącym dokumentację w Stanach Zjednoczonych, jednak BoxRec robi więcej niż Fight Fax. Pod wieloma względami przewyższa Fight Fax.

Fight Fax jest upoważnionym prowadzącym dokumentację w Stanach Zjednoczonych, jednak BoxRec robi więcej niż Fight Fax. Pod wieloma względami przewyższa Fight Fax.

Bardzo chciałbym zemścić się na Carlu Thompsonie, wiem, że się poprawiłem i wprowadziłem wymagane poprawki, ale mimo to patrzę na moje statystyki w BoxRec i widzę tam tę czerwoną plamę, tę jedną stratę naprawdę widać na mnie. Pod wieloma względami przewyższa Fight Fax.